# Aloys Schmitt
Aloys Schmitt (Erlenbach am Main, 26 augustus 1788 – Frankfurt am Main, 25 juli 1866) was een Duits pianist, componist en pianopedagoog.

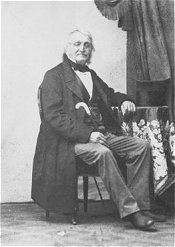
Aloys Schmitt

Zijn eerste lessen kreeg hij van zijn vader, Franz Bartholomäus Schmitt, hoofd van de plaatselijke basisschool en organist in de kerk. Vervolgens studeerde hij bij Johann Anton André, de man die voor 3150 gulden alle manuscripten kocht van Mozart, van diens weduwe Konstanze, en een van de oprichters was van de grootste muziekuitgeverij ter wereld destijds, en bij Gerhard Johann Vollweiler en Philipp Carl Hoffmann.
Vanaf 1816 tot en met zijn dood in 1866 was hij pianoleraar in Frankfurt. Hij schreef heel veel voor piano waaronder vier concerten (waarvan het eerste opgedragen is aan Johann André), studies, sonates, methodes, rondo’s voor piano en orkest en verschillende variatiewerken.
Schmitt was in eerste instantie pianopedagoog. Zijn pianomethode werd bekend als de Schmitt-school en werd veel gebruikt in de 19e eeuw.
In de Oxford Companion to Music, negende editie uit 1955 werd Schmitt omschreven als "een opmerkelijke pedagoog, die miljoenen jonge mensen uit alle delen van de wereld het pianospelen bijbracht maar wiens studies nu grotendeels vergeten zijn en niet meer gebruikt worden". Desalniettemin stonden Schmitts educatieve werken voor pianospel in hoog aanzien bij Liszt. Zijn belangrijke pedagogische werken zijn de Methode Op. 114, zijn Etudes Op. 16 (nog steeds te koop), op. 55, op. 61 en op. 116.
Schmitt was een kennis van Weber, Paganini, Liszt en Chopin, en bevriend met Fanny en Felix Mendelssohn Bartholdy en Louis Spohr, met wie hij een levendige briefwisseling onderhield.
Op 23 maart 1810 debuteerde Schmitt als pianist. Hij begon in die tijd ook bekendheid te krijgen als pianoleraar.
Twee bekende leerlingen van hem waren Ferdinand Hiller en David Koning. Schmitt maakte talrijke concertreizen naar Nederland, België, het Rijngebied, Beieren en Noord-Duitsland. Het nadeel van deze concertreizen was dat hij soms maanden lang zijn leerlingen geen les kon geven.
Schmitt woonde in 1824 in München, in 1825 en 1826 in Berlijn en van 1826 tot en met 1829 in Hannover waar hij hoforganist en ‘kamermusicus’ van de hertog van Cambridge was.
In 1829 keerde Schmitt terug naar Frankfurt. Hoewel hij daarna zelden nog als pianist lijkt te hebben opgetreden, trok hij wel de aandacht van de jonge Chopin, die op eerste kerstdag 1830 vanuit Wenen aan zijn vriend Jan Matuszynski schreef:
...."Aloys Schmitt, een pianist uit Frankfurt die bekend staat om zijn etudes, is hier. Hij is over de veertig - ik heb kennis met hem gemaakt en hij heeft toegezegd me te bezoeken. Hij is van plan een concert te geven, dus ik moet genoegen nemen met een tweede plaats. Hij is een zeer bekwaam persoon en ik hoop dat we muzikaal goed met elkaar kunnen opschieten....."
Maar een maand later nadat Chopin Schmitt gehoord had, schreef hij aan zijn voormalige leraar Józef Elsner: ..."Aloys Schmitt, een pianist uit Frankfurt, werd wild enthousiast ontvangen, hoewel hij over de veertig is en tachtig jaar oude muziek componeert...!"
Schmitt stierf in Frankfurt op 25 juli 1866. In totaal componeerde hij meer dan 100 werken, waaronder vier opera's (zijn bekendste was Das Osterfest zu Paderborn), een operette, twee oratoriums (Mozes en Ruth), missen, verschillende sonates, rondo's, ouvertures, strijkkwartetten, symfonieën, vier pianoconcerten, liederen en cantates.
Zijn muziek wordt tegenwoordig niet meer uitgevoerd. In 2022 bracht Hyperion Records met pianist Howard Shelley voor het eerst de eerste twee pianoconcerten van Schmitt uit op cd.